# إلسي ستانلي
إلسي ستانلي (بالألمانية: Ilse Stanley)‏ هي ممثلة أمريكية وألمانية، ولدت في 11 مارس 1906 بغليفيتسه في بولندا، وتوفيت في 21 يوليو 1970 ببوسطن في الولايات المتحدة.

## أعمال

### أفلام
- (1927) متروبوليس